# الأم لو
الأم لو (بالصينية: 呂 母؛ توفيت في 18 م) كانت زعيمة متمردة ضد سلالة شين في الصين القديمة. بدأت انتفاضة فلاحين بعد أن أعدمت الحكومة ابنها لارتكابه جريمة بسيطة وأصبحت أول زعيمة متمردة في تاريخ الصين. بعد وفاتها بسبب المرض، أصبح أتباعها قوة رئيسية في تمرد الحواجب الحمراء التي لعبت دوراً بارزاً في سقوط سلالة شين واستعادة سلالة هان من قبل ليو شيوى، المتوج كإمبراطور باسم غوانغوو من هان.

## خلفية تاريخية
ولدت الأم لو في عهد أسرة هان الغربية في الصين القديمة. في 9 م، اغتصب رئيس الوزراء وانغ مانغ العرش الإمبراطوري وأعلن نفسه إمبراطوراً لسلالة شين. طبقّ وانغ عدداً من السياسات التي عارضتها الطبقة الغنية من ملاك الأراضي. زاد الضغط الاقتصادي الناجم عن فيضان النهر الأصفر من إضعاف شرعية حكمه.
عاشت الأم لو في بلدة هايغو (海 曲 縣)، مقاطعة لانغيا (琅邪 郡)، في ريتشاو الحالية، مقاطعة شاندونغ. كانت عائلتها ثرية للغاية وبلغت ثروتها ملايين العملات وفقاً لكتاب هان اللاحق.

## التمرد
في 14 م، أُعدمّ ابنها لو يو (呂 育)، الذي خدم في حكومة مقاطعة هايكو، من قبل قاضي المقاطعة لارتكابه جريمة بسيطة. للانتقام من موته، خططت الأم لو لتمرد، مستخدمة ثروتها لتجنيد الفلاحين الفقراء وشراء الأسلحة والإمدادات. وسرعان ما كونت جيشاً قوامه عدة آلاف من الناس التي كانت بالفعل غير راضية عن الحكومة. أخذت الأم لو لقب جنرال وقادت قواتها المتمردة لاقتحام عاصمة مقاطعة هايكو. بعد القبض على قاضي المقاطعة، قطعت رأسه وقدمتها قرباناً على قبر ابنها.

## موتها وأسطورتها
ألهم نجاح الأم لو العديد من الناس في جميع أنحاء البلاد للتمرد على حكم وانغ مانغ ونمت قوتها بسرعة إلى عشرات الآلاف من الجنود، لكنها سرعان ما ماتت بسبب المرض في 18 م.
بعد وفاتها، انضم معظم أتباعها إلى فان تشونغ وهو مواطن آخر من لانغيا كان قد تمرد في مقاطعة جو في 18. أصبح الجيش المشترك معروفاً باسم الحواجب الحمراء والذي كان واحداً ضمن القوتين الرئيسيتين المتمردتين اللتين أطاحتا بنظام وانغ مانغ.
ينسب المؤرخون إلى الأم لو أنها بدأت موجة الانتفاضات التي أدت إلى سقوط سلالة شين واستعادة سلالة هان من قبل ليو شيو (الإمبراطور غوانغوو)، أول إمبراطور من هان الشرقية. وهي أول قائدة متمردة يُسجلها التاريخ الصيني.